# NGC 5610
NGC 5610 is een balkspiraalstelsel in het sterrenbeeld Ossenhoeder. Het hemelobject werd op 19 mei 1784 ontdekt door de Duits-Britse astronoom William Herschel.

## Synoniemen
- UGC 9230
- MCG 4-34-25
- ZWG 133.49
- IRAS 14221+2450
- PGC 51450